# Vencel
A Vencel a szláv Wenceslav névből származik, jelentése koszorú + dicsőség. Német közvetítéssel került Magyarországra, a Wenzeslaus névforma német Wenzel rövidüléséből.

## Gyakorisága
Az 1990-es években igen ritka név, a 2000-es években nem szerepel a 100 leggyakoribb férfinév között.

## Névnapok
- szeptember 28.[2]

## Híres Vencelek
- Bíró Vencel történész
- Boiger Vencel egyházi szónok
- Borsó Vencel szerzetes
- Gyirva Vencel, a szatirikus deák versszerzés alakja, műfordító
- Václav Havel író, politikus
- Václav Klaus politikus
- Schunda Vencel József hangszergyáros, a magyar cimbalom és a tárogató megalkotója

### Uralkodók
- Vencel magyar király, III. Vencel néven cseh és lengyel király
- Vencel német király, IV. Vencel néven cseh király
- I. (Szent) Vencel cseh herceg
- I. Vencel cseh király
- II. Vencel cseh és lengyel király